# Alessandro Malaspina (1940)
«Алессандро Маласпіна» (італ. Alessandro Malaspina) — військовий корабель, підводний човен типу «Марконі» Королівських ВМС Італії за часів Другої світової війни.
«Алессандро Маласпіна» був закладений 1 березня 1939 року на верфі компанії Odero-Terni-Orlando у Ла-Спеції. 18 лютого 1940 року він був спущений на воду, а 20 червня 1940 року увійшов до складу Королівських ВМС Італії.
Підводний човен здійснив 6 бойових походів в Атлантичний океан, загалом пройшовши 27 281 милю на поверхні та 1851 під водою.

## Історія служби
29 липня 1940 року «Алессандро Маласпіна» вийшов зі Спеції у свій перший бойовий похід для патрулювання в Атлантиці. Під командуванням капітана фрегата Маріо Леоні підводний човен перетнув Гібралтарську протоку в ніч на 3 серпня, рухаючись з максимальною швидкістю 16 вузлів.
Успішно перетнувши протоку, човен розпочав патрулювання і 12 серпня перехопив британський танкер British Fame, що відстав від конвою OB 193 з Ліверпуля. «Маласпіна» потопив танкер. Це було перше судно, затоплене італійським підводним човном у війні.
7 вересня 1941 року «Алессандро Маласпіна» вийшов у шостий бойовий похід на патрулювання з очікуваним поверненням у жовтні; однак він не повідомив більше про себе, і 18 листопада його оголосили зниклим у морі за невідомих обставин.